# 唐文燦
唐文燦（1525年—1603年），字若素，號鑑江，福建鎮海衛銅山千戶所（今漳州市東山縣銅陵鎮）人，軍籍，明朝政治人物。

## 生平
嘉靖二十八年（1549年）己酉科福建鄉試第三十七名舉人。隆慶二年（1568年）中式戊辰科三甲進士。授行人，升工部主事，历官工部虞衡司署郎中，督理遵化铁冶厂，萬曆五年（1577年）正月升雲南佥事，谪宿州判官，遷池州府推官，歷升户部郎中，累官至广西副使。萬曆三十一年卒，年七十九。著有《唐鉴江享帚集》。

## 家族
曾祖唐崇敏；祖父唐孟岳；父唐岐。前母陳氏；母許氏。永感下。兄文辉、文炳。弟文烨。